# モリー・マッキャン
モリー・マッキャン（Molly McCann、1990年5月4日 - ）は、イギリスの女性総合格闘家。マージーサイド州リヴァプール出身。ネクスト・ジェネレーションMMA所属。元Cage Warriors女子フライ級王者。

## 来歴
父親が蒸発し、母親は薬物依存症であったため叔母に育てられた。空手、キックボクシング、ムエタイのトレーニングを始め、12歳頃にボクシングを始めた。その後は5年間サッカーを経験し、2013年に総合格闘技のトレーニングを始めた。

### 総合格闘技
2015年、プロ総合格闘技デビュー。2018年にCage Warriors女子フライ級王座を獲得し、8戦7勝の戦績を残した。

### UFC
2018年5月27日、UFC初参戦となったUFC Fight Night: Thompson vs. Tillでジリアン・ロバートソンと対戦し、リアネイキドチョークで2R一本負け。この試合はマッキャンの体重超過により、127ポンドのキャッチウェイトで行われた。
2021年9月4日、UFC Fight Night: Brunson vs. Tillでキム・ジヨンと対戦し、3-0の判定勝ち。ファイト・オブ・ザ・ナイトを受賞した。
2022年3月19日、UFC Fight Night: Volkov vs. Aspinallでルアナ・カロリーナと対戦し、右スピニングバックエルボーで3RKO勝ち。パフォーマンス・オブ・ザ・ナイトを受賞した。
2022年7月23日、UFC Fight Night: Volkov vs. Aspinallでハンナ・ゴールディと対戦し、右スピニングバックエルボーからスタンドパンチ連打でダウンを奪い、パウンドで1RTKO勝ち。2試合連続のパフォーマンス・オブ・ザ・ナイトを受賞した。
2022年11月12日、UFC 281で女子フライ級ランキング12位のエリン・ブランチフィールドと対戦し、キムラロックで1R一本負け。
2024年2月3日、ストロー級転向初戦となったUFC Fight Night: Dolidze vs. Imavovでディアナ・ベルビタと対戦し、腕ひしぎ十字固めで1R一本勝ち。パフォーマンス・オブ・ザ・ナイトを受賞した。

## 人物・エピソード
- ニックネームの「ミートボール」（Meatball）は、ファーストフードチェーン店のサブウェイで働いていたことに由来する[8]。
- レズビアンであることを公表している。
- 同じく元Cage Warriors王者でUFCへ参戦しているパディ・ピンブレットとは親友同士である[9]。

## 戦績
| 総合格闘技 戦績 | 総合格闘技 戦績 | 総合格闘技 戦績 | 総合格闘技 戦績 | 総合格闘技 戦績 | 総合格闘技 戦績 | 総合格闘技 戦績 |
| --------------- | --------------- | --------------- | --------------- | --------------- | --------------- | --------------- |
| 22 試合         | (T)KO           | 一本            | 判定            | その他          | 引き分け        | 無効試合        |
| 14 勝           | 6               | 1               | 7               | 0               | 0               | 0               |
| 8 敗            | 0               | 4               | 4               | 0               | 0               | 0               |

| 勝敗 | 対戦相手                             | 試合結果                                   | 大会名                                        | 開催年月日     |
| ×    | アレクシア・サイナラ                 | 1R 4:32 リアネイキドチョーク               | UFC Fight Night: Edwards vs. Brady            | 2025年3月22日  |
| ×    | ブルーナ・ブラジル                   | 5分3R終了 判定0-3                          | UFC 304: Edwards vs. Muhammad 2               | 2024年7月27日  |
| ○    | ディアナ・ベルビタ                   | 1R 4:59 腕ひしぎ十字固め                   | UFC Fight Night: Dolidze vs. Imavov           | 2024年2月3日   |
| ×    | ユリア・ストリアレンコ               | 1R 1:55 腕ひしぎ十字固め                   | UFC Fight Night: Aspinall vs. Tybura          | 2023年7月22日  |
| ×    | エリン・ブランチフィールド           | 1R 3:37 キムラロック                       | UFC 281: Adesanya vs. Pereira                 | 2022年11月12日 |
| ○    | ハンナ・ゴールディ                   | 1R 3:52 TKO（スタンドパンチ連打→パウンド） | UFC Fight Night: Blaydes vs. Aspinall         | 2022年7月23日  |
| ○    | ルアナ・カロリーナ                   | 3R 1:52 KO（右スピニングバックエルボー）   | UFC Fight Night: Volkov vs. Aspinall          | 2022年3月19日  |
| ○    | キム・ジヨン                         | 5分3R終了 判定3-0                          | UFC Fight Night: Brunson vs. Till             | 2021年9月4日   |
| ×    | ラーラ・プロコピオ                   | 5分3R終了 判定0-3                          | UFC Fight Night: Overeem vs. Volkov           | 2021年2月6日   |
| ×    | タイラ・サントス                     | 5分3R終了 判定0-3                          | UFC on ESPN 13: Kattar vs. Ige                | 2020年7月16日  |
| ○    | ディアナ・ベルビタ                   | 5分3R終了 判定3-0                          | UFC on ESPN 6: Reyes vs. Weidman              | 2019年10月18日 |
| ○    | アリアネ・リプスキ                   | 5分3R終了 判定3-0                          | UFC Fight Night: Moicano vs. Korean Zombie    | 2019年6月22日  |
| ○    | プリシラ・カショエイラ               | 5分3R終了 判定3-0                          | UFC Fight Night: Till vs. Masvidal            | 2019年3月16日  |
| ×    | ジリアン・ロバートソン               | 5分3R終了 判定3-0                          | UFC Fight Night: Thompson vs. Till            | 2018年5月27日  |
| ○    | ブライオニー・タイレル               | 2R 1:32 TKO（スタンドパンチ連打）          | Cage Warriors 90 【CW女子フライ級王座決定戦】 | 2018年2月24日  |
| ○    | プリシラ・デ・ソウザ                 | 5分3R終了 判定3-0                          | Cage Warriors Fighting Championship 88        | 2017年10月28日 |
| ○    | レイシー・シュクマン                 | 5分3R終了 判定3-0                          | Cage Warriors Fighting Championship 82        | 2017年4月1日   |
| ○    | アンジェラ・ピンク                   | 1R 0:50 TKO（ボディへの膝蹴り→パウンド）   | Shinobi War 9                                 | 2016年11月26日 |
| ○    | マシシリア・ベンヘターシュ           | 2R 1:15 TKO（パンチ連打）                  | Shock N' Awe 23                               | 2016年10月1日  |
| ○    | ヴァレリー・ドメルゲ                 | 5分3R終了 判定2-1                          | Shock N' Awe 22                               | 2016年4月1日   |
| ×    | ヴァネッサ・メロ                     | 5分3R終了 判定0-3                          | XFC International 12                          | 2015年11月28日 |
| ○    | ダニエラ・クリスティーナ・パトリシア | 1R 3:12 TKO（パンチ連打）                  | Shock N' Awe 20                               | 2015年5月30日  |

## 獲得タイトル
- 初代Cage Warriors女子フライ級王座（2018年）

## 表彰
- UFC パフォーマンス・オブ・ザ・ナイト（3回）
- UFC ファイト・オブ・ザ・ナイト（1回）